# Paul Fleming
Paul Fleming (ur. 5 października 1609 w Hartenstein, zm. 2 kwietnia 1640 w Hamburgu) – niemiecki lekarz i pisarz. Paul Fleming to jeden z najważniejszych poetów epoki baroku i uczniów Martina Opitza.

## Dzieła
- Klagegedichte über ... Leiden und Tod Jesu Christi (1632)
- Poetischer Gedichten ... Prodomus (1641)
- Teutsche poemata (1642)
- Geist- und weltliche poemata (1651)

## Opracowania
- Eva Dürrenfeld; Paul Fleming und Johann Christian Günther. – Tübingen: Winter, 1964
- Hans Pyritz; Paul Flemings Liebeslyrik. – Göttingen: Vandenhoeck & Ruprecht, 1962
- Maria Cäcilie Pohl; Paul Fleming. Ich-Darstellung, Übersetzungen, Reisegedichte. – Münster/Hamburg 1993.